# Campionati mondiali di tiro con l'arco 2019
I Campionati mondiali di tiro con l'arco 2019 sono la 50ª edizione della competizione. Si sono svolti a 's-Hertogenbosch, nei Paesi Bassi, dal 10 al 16 giugno 2019. L'evento è servito come qualificazione per le Olimpiadi di Tokyo 2020: ciascuna squadra maschile e femminile che raggiungeva i quarti di finale guadagnava tre posti per il proprio team. Erano inoltre qualificati i primi quattro atleti nella competizione singolare, per coloro che non fossero riusciti a ottenere un posto nelle gare a squadre.

## Medagliere
| Pos.   | Nazione       | Oro | Argento | Bronzo | Totale |
| ------ | ------------- | --- | ------- | ------ | ------ |
| 1      | Corea del Sud | 3   | 2       | 3      | 8      |
| 2      | Taipei cinese | 3   | 0       | 1      | 4      |
| 3      | Stati Uniti   | 2   | 2       | 0      | 4      |
| 4      | Cina          | 1   | 0       | 0      | 1      |
| 4      | Russia        | 1   | 0       | 0      | 1      |
| 6      | India         | 0   | 1       | 2      | 3      |
| 7      | Paesi Bassi   | 0   | 1       | 1      | 2      |
| 8      | Francia       | 0   | 1       | 0      | 1      |
| 8      | Malaysia      | 0   | 1       | 0      | 1      |
| 8      | Norvegia      | 0   | 1       | 0      | 1      |
| 8      | Turchia       | 0   | 1       | 0      | 1      |
| 12     | Bangladesh    | 0   | 0       | 1      | 1      |
| 12     | Regno Unito   | 0   | 0       | 1      | 1      |
| 12     | Italia        | 0   | 0       | 1      | 1      |
| Totale | Totale        | 10  | 10      | 10     | 30     |

## Podi

### Arco ricurvo
| Evento                | Oro                                                    | Argento                                                 | Bronzo                                                  |
| Individuale maschile  | Brady Ellison                                          | Khairul Anuar Mohamad                                   | Ruman Shana                                             |
| Individuale femminile | Lei Chien-ying                                         | Kang Chae-young                                         | Choi Mi-sun                                             |
| Squadre maschili      | Cina Ding Yiliang Feng Hao Wei Shaoxuan                | India Atanu Das Pravin Ramesh Jadhav Tarundeep Rai      | Corea del Sud Kim Woo-jin Lee Seung-yun Lee Woo-seok    |
| Squadre femminili     | Taipei cinese Lei Chien-ying Peng Chia-mao Tan Ya-ting | Corea del Sud Chang Hye-jin Choi Mi-sun Kang Chae-young | Gran Bretagna Sarah Bettles Naomi Folkard Bryony Pitman |
| Squadre miste         | Corea del Sud Lee Woo-seok Kang Chae-young             | Paesi Bassi Sjef van den Berg Gabriela Bayardo          | Italia Mauro Nespoli Vanessa Landi                      |

### Arco compound
| Evento                | Oro                                                  | Argento                                            | Bronzo                                              |
| Individuale maschile  | James Lutz                                           | Anders Faugstad                                    | Kim Jong-ho                                         |
| Individuale femminile | Natalia Avdeeva                                      | Paige Pearce                                       | Jyothi Surekha Vennam                               |
| Squadra maschile      | Corea del Sud Choi Yong-hee Kim Jong-ho Yang Jae-won | Turchia Süleyman Araz Evren Çağıran Muhammed Yetim | Paesi Bassi Peter Elzinga Sil Pater Mike Schloesser |
| Squadra femminile     | Taipei cinese Chen Li-ju Chen Yi-hsuan Huang I-jou   | Stati Uniti Cassidy Cox Paige Pearce Alexis Ruiz   | India Raj Kaur Muskan Kirar Jyothi Surekha Vennam   |
| Squadra mista         | Corea del Sud Kim Jong-ho So Chae-won                | Francia Pierre-Julien Deloche Sophie Dodemont      | Taipei cinese Chen Chieh-lun Chen Yi-hsuan          |